# Tấm ván phóng dao
Tấm ván phóng dao là tên tiểu thuyết đầu tay phát hành năm 2005 của nghệ sĩ, Ảo thuật gia Mạc Can.

## Cốt truyện
Tiểu thuyết diễn ra ở bối cảnh lúc thực dân Pháp xâm lược Việt Nam tại một gánh "xiệc" nhỏ tên "Đoàn xiệc Nghệ Tinh". Ông Ba, nhân vật xưng "tôi", sinh ra, lớn lên và rong ruổi theo đoàn đi khắp miền Nam. Ông cũng là người đóng vai trò quan trọng trong tiết mục thành công nhất của đoàn xiếc, đó là màn "phóng dao". Mỗi khi diễn, ông đứng sau vịn tấm ván, em gái ông đứng trước để người anh hai của hai người phóng những con dao vào tấm ván, tránh để trúng bé gái ấy, trước sự hồ hởi, thót tim của khán giả. Ông Ba luôn cảm thấy thương xót cho em gái ông khi phải đứng phóng dao khi cô còn quá nhỏ, đây lại là trò nguy hiểm, nhưng không làm sao bảo cha ông dừng nó được vì nó là miếng cơm của cả gánh. Ông nhận ra rằng "Sự vô tâm bàng quan ẩn náu trong từng con người như một con vi trùng, hay con rắn nằm êm dưới lớp lá mục". Từng ngày trôi đi, số phận mỗi người cứ buông trôi theo dòng đời đến khi nó bị rẽ hướng bởi cái gì đến cũng đến, việc cô em gái bị trúng dao. 

## Nhân vật
Ba
Nhân vật chính của tiểu thuyết. Là một người lưng gù vì phải gánh miếng ván, sống cô đơn qua từng ngày với người bạn là miếng ván gánh trên vai mỗi lần diễn "phóng dao" cùng với một chú chó nhỏ còi cọc mà cậu nói nhặt được từ trong giấc mơ của mình. Ba thần tượng anh Hai của mình, nghĩ ông đẹp như một "hoàng tử".
Hai "Hoàng tử"
Anh trai của Ba. Người trực tiếp phóng dao vào ván. Bề ngoài trầm tính, ít nói, lạnh lùng do công việc đòi hỏi do sự tập trung cao độ. Luôn bị ức chế và phóng dao là lúc giải toả những ức chế đó. Là người luôn tìm kiếm cho mình một giấc "chiêm bao".
Tư
Em gái của Hai và Ba. Rất mực yêu thương gia đình, đặc biệt là người anh Ba. Cô độc suốt một đời và về già làm bạn với một con mèo ăn chay.
Phương
Bạn gái của Hai. Một cô gái nhà giàu nhưng có vẻ bình dân. Nết na, thuỳ mị, đảm đang và thường giúp việc gánh xiếc.
Ông Trần, bà Trần
Cha và mẹ của ba anh em.
Ông Tài "say"
"Ông hề" góp vui cho tiết mục phóng dao.

## Phát hành
Tác phẩm nhanh chóng nhận được phản hồi tốt của báo chí và bạn đọc. Năm 2012, sân khấu kịch 5B chuyển thể tiểu thuyết thành kịch sân khấu. Tiểu thuyết cũng được cả hai phía BHD và Hãng phim TFS của Đài truyền hình Thành phố Hồ Chí Minh mua bản quyền để chuyển thể thành phim. Tuy nhiên, chưa bên nào đưa ra kế hoạch cụ thể.

## Giải thưởng
- Giải thưởng Hội nhà văn Việt Nam năm 2002-2004 [4]
- Giải thưởng Văn học Nghệ thuật Thành phố Hồ Chí Minh năm 2005[4]
- Giải thưởng hằng năm của Trung tâm Văn hoá Doanh nhân Việt Nam năm 2005